# لاسي سورينسن (سائق سباق)
لاسي سورينسن هو سائق سباق دنماركي، ولد في 7 ديسمبر 1996 في آلبورغ في الدنمارك.

## وصلات خارجية
- لاسي سورينسن على موقع Racing-Reference.info (الإنجليزية)
- لاسي سورينسن على موقع DriverDB.com (الإنجليزية)